# Bautista Merlini
Bautista Merlini (Vicente López, 4 luglio 1995) è un calciatore argentino, centrocampista del Gimnasia (LP).

## Caratteristiche tecniche
È un esterno sinistro. Soprannominato "El Mago".

## Carriera
Cresciuto nelle giovanili del Platense, ha esordito in prima squadra il 21 novembre 2012 in occasione del match di Copa Argentina vinto 1-0 contro il Liniers.

## Statistiche

### Presenze e reti nei club
Statistiche aggiornate al 7 aprile 2019.
| Stagione        | Squadra            | Campionato      | Campionato | Campionato | Coppe nazionali | Coppe nazionali | Coppe nazionali | Coppe continentali | Coppe continentali | Coppe continentali | Altre coppe | Altre coppe | Altre coppe | Totale | Totale | Totale |
| Stagione        | Squadra            | Comp            | Pres       | Reti       | Comp            | Pres            | Reti            | Comp               | Pres               | Reti               | Comp        | Pres        | Reti        | Pres   | Reti   |        |
| --------------- | ------------------ | --------------- | ---------- | ---------- | --------------- | --------------- | --------------- | ------------------ | ------------------ | ------------------ | ----------- | ----------- | ----------- | ------ | ------ | ------ |
| 2012-2013       | Platense           | BM              | 2          | 0          | CA              | 1               | 0               |                    | -                  | -                  |             | -           | -           | 3      | 0      |        |
| 2016            | San Lorenzo        | PD              | 0          | 0          | CA              | 0               | 0               | CL+CS              | 1+3                | 0                  |             | -           | -           | 4      | 0      |        |
| 2016-2017       | San Lorenzo        | PD              | 20         | 2          | CA              | 2               | 0               | CL                 | 9                  | 0                  |             | -           | -           | 31     | 2      |        |
| 2017-2018       | San Lorenzo        | PD              | 3          | 0          | CA              | 0               | 0               | CS                 | 0                  | 0                  |             | -           | -           | 3      | 0      |        |
| 2018-2019       | San Lorenzo        | PD              | 5          | 0          | CA              | 0               | 0               | CS                 | 0                  | 0                  |             | -           | -           | 5      | 0      |        |
| gen.-apr. 2019  | Defensa y Justicia | PD              | 6          | 0          | CA              | 0               | 0               | CS                 | 1                  | 0                  |             | -           | -           | 7      | 0      |        |
| Totale carriera | Totale carriera    | Totale carriera | 36         | 2          |                 | 3               | 0               |                    | 14                 | 0                  |             | -           | -           | 53     | 2      |        |

## Palmarès

### Club

#### Competizioni nazionali
- Campionato paraguaiano: 5

Libertad: Apertura 2021, Apertura 2022, Apertura 2023, Clausura 2023, Apertura 2024
- Copa Paraguay: 2

Libertad: 2023, 2024